# Open Software License
Лицензия на открытое ПО (OSL)  является лицензией на ПО, созданной Лоуренсом Розеном. Open Source Initiative (OSI) сертифицировала её как открытую исходную лицензию, но проект Debian оценил версию 1.1 , как несовместимую с Критериями Debian по определению свободного ПО (DFSG). OSL — лицензия не ограничивающая права копирования, с досрочным расторжением договора, вызванным подачей иска о якобы нарушении патентных прав.
Много людей в сообществах бесплатного/открытого программного обеспечения, чувствуют, что патенты на программное обеспечение являются вредными для программного обеспечения, и особенно вредны для программ с открытым исходным кодом. OSL пытается противодействовать этому, создавая пул программного обеспечения, которое может использовать пользователь, если тот пользователь не вредит этому, нападая на это с доступным судебным процессом.

## Автор
Open Software Licence была создана Лоуренсом Розеном и сертифицирована в качестве open source лицензии Open Source Initiative.

## Главные особенности

### Патентная статья о прекращении действий патента
OSL имеет положение о прекращении действий патента, предназначенное для отговаривания пользователей от подачи исков о нарушении патентных прав:

10) Прекращение действий патента. Эта лицензия будет автоматически прекращена, и вы больше не сможете осуществить ни одно из прав, предоставленных вам по этой лицензией на дату, начала её действия, включая поперечные или встречные иски, против Лицензиара или любого лица, имеющего патент, утверждающий, что Оригинальная Работа нарушает патент. Такое условие расторжения не распространяется на действия утверждающее доступное нарушение патентных комбинаций Оригинальной Работы с другим программным обеспечением или аппаратными средствами.
Оригинальный текст (англ.)10) Termination for Patent Action. This License shall terminate automatically and You may no longer exercise any of the rights granted to You by this License as of the date You commence an action, including a cross-claim or counterclaim, against Licensor or any licensee alleging that the Original Work infringes a patent. This termination provision shall not apply for an action alleging patent infringement by combinations of the Original Work with other software or hardware.
— OSL 3.0: A Better License for Open Source Software (англ.) (2007). — Статья от Lawrence Rosen. Дата обращения: 12 июля 2010. Архивировано из оригинала 16 апреля 2012 года.

### Гарантия происхождения
Другая цель OSL заключается в том, чтобы гарантировать происхождение.

7) Гарантия происхождения и отказ от гарантий. Лицензиар гарантирует, что авторское право и к Оригинальной Работе и доступным правам, предоставленным здесь Лицензиаром, принадлежит Лицензиару или сублицензирует вам в соответствии с настоящей лицензией с разрешения вкладчика(ов) тех авторских и патентных прав. ...
Оригинальный текст (англ.)7) Warranty of Provenance and Disclaimer of Warranty. Licensor warrants that the copyright in and to the Original Work and the patent rights granted herein by Licensor are owned by the Licensor or are sublicensed to You under the terms of this License with the permission of the contributor(s) of those copyrights and patent rights. ...
— OSL 3.0: A Better License for Open Source Software (англ.) (2007). — Статья от Lawrence Rosen. Дата обращения: 12 июля 2010. Архивировано из оригинала 16 апреля 2012 года.

## Сравнение с LGPL/GPL
OSL предназначено быть подобным LGPL. Заметим, что определение Производных Работ в OSL не включает связывание с программным обеспечением/библиотеками OSL: такое программное обеспечение, которое просто связывается с программным обеспечением под OSL, не попадает под действия лицензии OSL.
OSL не совместим с GPL. Это заявление означает, что OSL предназначен быть юридически более сильным чем GPL, однако, в отличие от GPL, OSL никогда не проверялся в суде и широко не используется.

### Согласие на лицензию
Ограничения, содержащиеся в разделе 9 OSL гласит:

Если Вы распространяете или обобщаете копии Оригинальной Работы или Производные Работы, Вы должны действовать в соответствии с обстоятельствами, чтобы получить специальное согласие получателей к условиям этой Лицензии.
Оригинальный текст (англ.)If You distribute or communicate copies of the Original Work or a Derivative Work, You must make a reasonable effort under the circumstances to obtain the express assent of recipients to the terms of this License.
— OSL 3.0: A Better License for Open Source Software (англ.) (2007). — Статья от Lawrence Rosen. Дата обращения: 12 июля 2010. Архивировано из оригинала 16 апреля 2012 года.
В своём анализе OSL Фонд Свободного программного обеспечения утверждает, что «это требование означает, что распространение программного обеспечения OSL на обычные сайты FTP, посылая исправления в обычные списки рассылки, или сохраняя программное обеспечение в обычной системе управления версий, может являться нарушением лицензии и подвергло бы нарушителей возможному завершению лицензии. Таким образом, OSL делает его сложным для разработки программного обеспечения с помощью обычных средств разработки Бесплатного программного обеспечения.»

### Распространение
Если заявление FSF верно то, основное различие между GPL и OSL касается возможных ограничений на перераспространение. Обе лицензии налагают своего рода взаимные условия и требования авторов расширений к программе лицензирования этих расширений с соответствующей лицензией оригинальных работ.

### Патентная статья о прекращении действий
Патентная статья о прекращении действий, описанная выше, является ещё одним существенным различием между OSL и GPL.

## Дополнительные положения
- Производные работы должны быть распространены согласно той же самой лицензии. (§ 1c)
- Охваченные работы, которые распространяются, должны сопровождаться исходным текстом, или доступ к нему должен быть предоставлен. (§ 3)
- Никакие ограничения на взимание денег для программ, охваченных лицензией, но исходный код должен быть включен или предоставляться за разумную плату. (§ 3)
- Охваченные работы, которые распространяются, должны включать дословную копию лицензии. (§ 16)
- Распространение подразумевает (но явно не заявляет), безвозмездную лицензию для любых патентов воплощенных в программном обеспечении. (§ 2)

## Более поздние версии
Это является дополнительным, хотя общим для владельца авторских прав, чтобы добавить «или любая более поздняя версия» к условиям распространения, с тем чтобы позволить распространение в соответствии с будущими версиями лицензии. Данный термин непосредственно не упомянут в OSL. Тем не менее, казалось бы, нарушает раздел 16, который требует дословную копию лицензии.

## Открытое программное обеспечение использующее OSL
- NUnitLite Архивная копия от 22 мая 2008 на Wayback Machine, облегченная NUnit
- Magento, Интернет-магазин электронной коммерции.
- Prestashop, Интернет-магазин электронной коммерции.
- Sparse